# Matrículas automovilísticas de Andorra

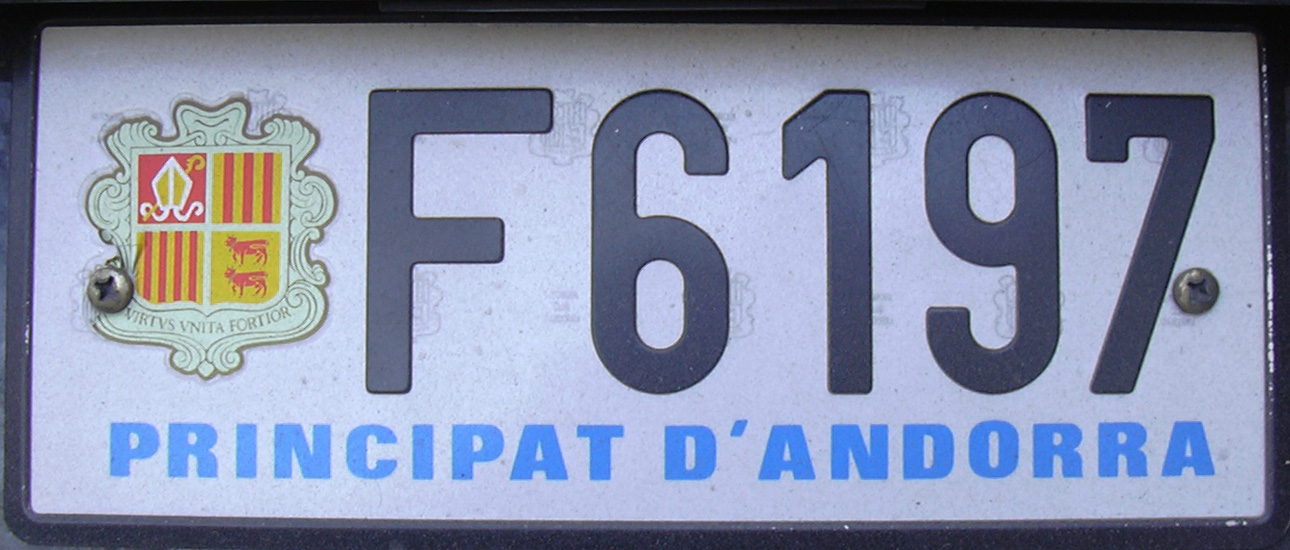
Matrícula actual de Andorra

Las matrículas de Andorra se componen actualmente de una letra y cuatro dígitos de color negro sobre fondo blanco. La placa es rectangular y en la parte izquierda se muestra el escudo de armas de Andorra.
Debajo de los caracteres se muestra la frase (en catalán) "PRINCIPAT D'ANDORRA", que traducido al castellano significa "PRINCIPADO DE ANDORRA". Generalmente esta frase se muestra de color azul, aunque en ciertos casos se muestran con caracteres negros.

## Historia
La primera placa andorrana fue emitida en 1930. Las placas anteriores a la actual eran de caracteres negros sobre fondo negro con una cantidad de 4 dígitos. Posteriormente, en el año 1989 avanzaron a 5 dígitos y después concluyeron con el sistema actual.  
En 2011, el formato de las letras se cambió por uno más modernista, aunque manteniendo la numeración.

## Clases

### Ciclomotor
Los ciclomotores tienen una numeración distinta a la de los vehículos. Constan de 4 dígitos de color negro sobre fondo blanco.  En la parte superior pone "ANDORRA". A la izquierda se muestra el escudo de Andorra.

### Matrícula temporal
Las matrículas temporales tienen el mismo tamaño que las placas normales, pero carecen de escudo, y en la parte inferior pone "PRINCIPAT D'ANDORRA" en color rojo. Tanto en la parte derecha como izquierda, aparecen cuadrados coloreados de rojo. En la parte izquierda la marca "MT" (matrícula temporal) y en la derecha la fecha de validación de la placa, donde la parte superior indica el mes con números romanos y debajo de ello, aparecen los dos últimos dígitos del año de la validación. Entre ambos cuadrados se muestran cuatro dígitos.